# Froesia crassiflora
Froesia crassiflora là một loài thực vật có hoa trong họ Ochnaceae. Loài này được Pires & Fróes mô tả khoa học đầu tiên năm 1950.